# Edward Kaźmierski
Edward Kaźmierski (* 1. Oktober 1919 in Poznań; † 24. August 1942 in Dresden) war ein polnischer Widerstandskämpfer aus dem Umkreis der Salesianer Don Boscos. Er wurde während der deutschen Besetzung Polens mit anderen jungen Polen von der NS-Justiz zum Tode verurteilt und 1942 hingerichtet. In der römisch-katholischen Kirche wird er als Märtyrer verehrt und wurde von Papst Johannes Paul II. seliggesprochen.

## Leben

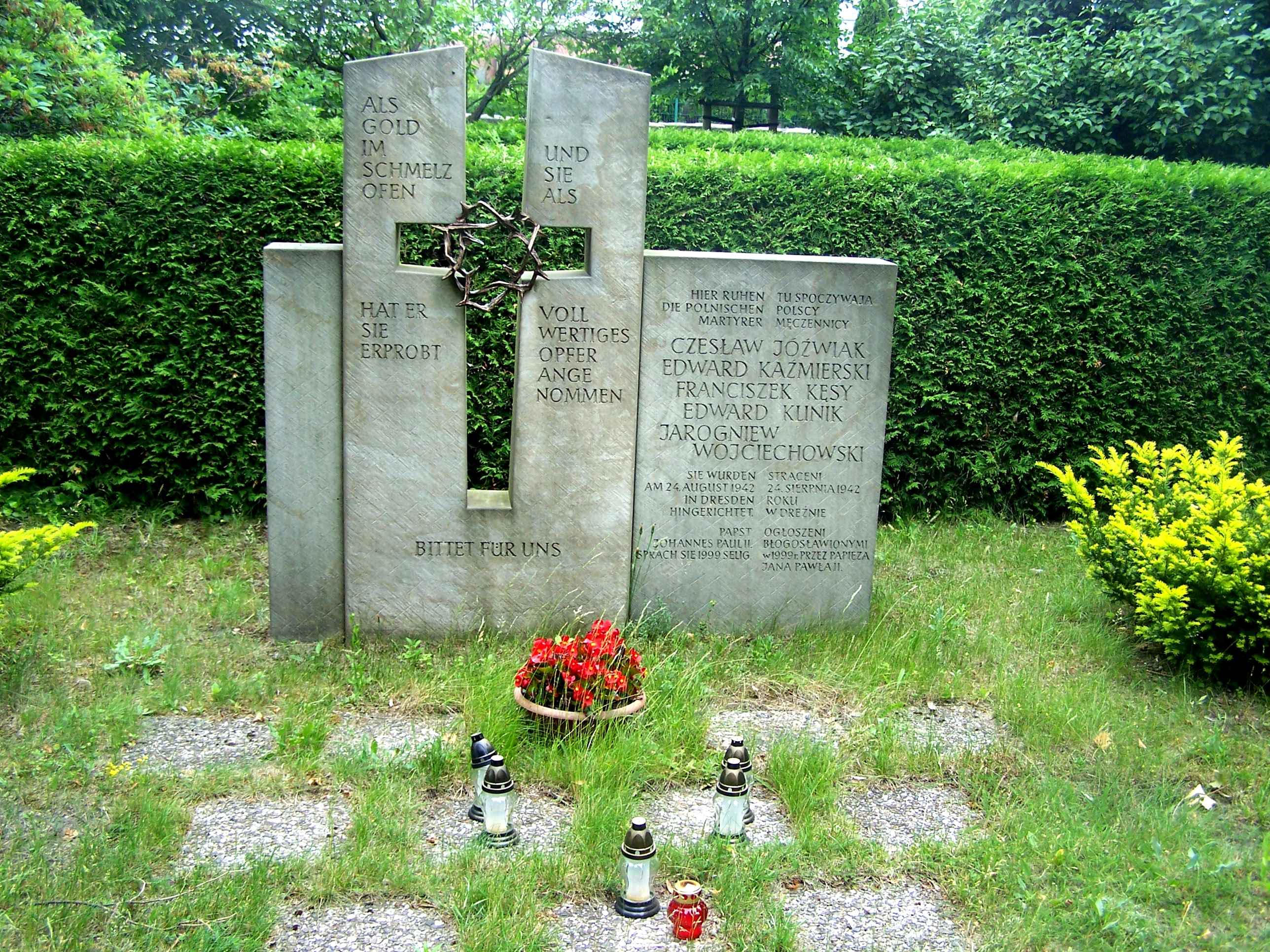
Gedenkstätte auf dem Neuen Katholischen Friedhof in Dresden

Gebürtig aus einer armen Schusterfamilie, musste Edward Kaźmierski nach Beendigung der Grundschule zunächst in einem Geschäft und später in einer Mechanikerwerkstatt arbeiten. Später besuchte er das Oratorium der Salesianer Don Boscos in Poznań, eine kirchliche Freizeitbetreuungseinrichtung für Jungen. Dort wurden seine außergewöhnlichen musikalischen Begabungen gefördert. So schrieb er bereits mit 15 Jahren eigene Kompositionen. Er wurde schließlich Leiter der Don-Bosco-Gruppe des Oratoriums. Mit seinen Freunden Czesław Jóźwiak, Franciszek Kęsy, Edward Klinik und Jarogniew Wojciechowski, die sich aus dem Oratorium kannten, wurde er während der deutschen Besatzung am 23./24. September 1940 verhaftet und zunächst im berüchtigten Fort VII in Posen festgehalten. Nach verschiedenen weiteren Stationen in Gefängnissen und Straflagern wurde er im Mai 1942 nach Zwickau gebracht und am 31. Juli 1942 gemeinsam mit den anderen vier Jungen wegen angeblicher Vorbereitung zum Hochverrat vom Oberlandesgericht Posen auf der Grundlage der Polenstrafrechtsverordnung zum Tode verurteilt. Das Urteil wurde am 24. August 1942 in der Dresdner Richtstätte am Münchner Platz vollstreckt. Der Gefängnisseelsorger Pater Franz Bänsch OMI begleitete die aus insgesamt acht jungen Polen bestehende Gruppe der Verurteilten seelsorglich bis an das Schafott. Sie gehören zu den Opfern der mit äußerster Härte betriebenen Germanisierungspolitik des nationalsozialistischen Deutschlands im sogenannten Warthegau, die sich nicht selten gerade auch gegen kirchliche Gruppen und Intellektuelle wandte.

## Gedenken
Der Ort der Hinrichtung in Dresden wurde in der DDR zu einer Gedenkstätte des antifaschistischen Widerstands. Wegen ihres kirchlichen Hintergrunds wurden die Namen der fünf Freunde aus dem Posener Oratorium dort aber nicht genannt. „Die Fünf“, wie man sie in Polen nennt, wurden am 13. Juni 1999 durch den polnischen Papst Johannes Paul II. gemeinsam mit 103 anderen polnischen Märtyrern des deutschen Besatzungsregimes seliggesprochen. Ihr Gedenktag ist der 24. August, im Eigenkalender der Salesianer auch der 12. Juni. Im gleichen Jahr wurde das Grab auf dem Neuen Katholischen Friedhof in Dresden wiederentdeckt; ein Denkmal der Katholischen Pfarrgemeinde St. Paulus in Dresden-Plauen erinnert dort heute unter anderem auch an Kaźmierski. Zusammen mit dem acht Monate später an gleicher Stelle hingerichteten polnischen Ordensbruder Grzegorz Frąckowiak SVD werden die fünf Jungen auch zur Gruppe der sechs seligen Märtyrer vom Münchner Platz in Dresden zusammengefasst, deren gemeinsames Gedenken am 12. Juni begangen wird. Dieser Märtyrergruppe wurde eine am 1. Juni 2020 im Bistum Dresden-Meißen neu errichtete römisch-katholische Pfarrgemeinde geweiht.